# Nankou, Guangdong
Nankou (kinesiska: 南口) är en köping i sydöstra Kina. Den ligger i stadsdistriktet Meixian i staden Meizhou i provinsen Guangdong,  omkring 300 kilometer nordost om provinshuvudstaden Guangzhou. Antalet invånare är 53 670. Befolkningen består av 27 214 kvinnor och 26 456 män. Barn under 15 år utgör 15,0 %, vuxna 15-64 år 70 %, och äldre över 65 år 13,0 %.